# Sljucht en Rjucht
Sljucht en Rjucht var et frisisk ugeblad for mundtlig litteratur, oprettet i 1890. Siden 1945 er bladet udgivet som Frysk en Frij.

## Redaktører
- Waling Dykstra 1897-1914,
- Jacob van der Tol 1914-1937
- Durkje Rienks-Wallinga 1937-1941.

Forlag: W.A. Eisna Cz i Leeuwarden.